# David Alexander Edwards
David Alexander Edwards (* 3. února 1986, Pontesbury, Anglie, Spojené království) je bývalý velšský fotbalový záložník.

## Klubová kariéra
Edwards působil v seniorské kopané v klubech Shrewsbury Town FC, Luton Town FC, Wolverhampton Wanderers FC, Reading FC (všechny Anglie) a Bala Town FC (Wales).

## Reprezentační kariéra
David Edwards nastupoval ve velšské mládežnické reprezentaci U21.
Svůj debut za velšský reprezentační A-tým absolvoval 17. 11. 2007 v kvalifikačním utkání v Cardiffu proti týmu Irska (remíza 2:2). Se svým mužstvem se mohl v říjnu 2015 radovat po úspěšné kvalifikaci z postupu na EURO 2016 ve Francii (byl to premiérový postup Walesu na evropský šampionát). V závěrečné 23členné nominaci na šampionát nechyběl.